# Vind (by)
 For alternative betydninger, se Vind (flertydig). (Se også artikler, som begynder med Vind)
Vind er en by i Vestjylland med 207 indbyggere i byområdet (2022), beliggende 14 km syd for Holstebro, 38 km nordøst for Ringkøbing, 18 km nordvest for Vildbjerg og 37 km nordvest for Herning. Byen er den vestligste i Herning Kommune og ligger i Region Midtjylland. I 1970-2006 hørte byen til Trehøje Kommune.
Vind hører til Vind Sogn. Vind Kirke ligger 1 km nordvest for Vind i en lille bebyggelse, der sommetider kaldes Vind Kirkeby. 1 km vest for kirkebyen ligger den fredede Vind Hede.

## Faciliteter
LandsbyCenter Vind med plads til 150 personer benyttes af byens mange foreninger og kan lejes af private. Klubhuset med plads til 20-45 personer er bygget sammen med landsbycentret og kan lejes særskilt eller sammen med det. Byens flagalle kan også lejes.
Vind har regelmæssig busforbindelse med Holstebro og Skjern.

## Historie
Vind kendes under navnet Wind i "Ribe Oldemoder"s kirkeliste fra det 14. århundrede.
Vind landsby bestod i 1682 af 5 gårde. Det samlede dyrkede areal udgjorde 152,4 tønder land skyldsat til 15,83 tønder hartkorn. Dyrkningsformen var græsmarksbrug uden tægter.

### Ørnhøjbanen
Vind fik station på Ringkøbing-Ørnhøj-Holstebro Jernbanes strækning Ørnhøj-Holstebro, der eksisterede i 1925-61.
På den lige strækning mellem Vind og Sørvad skete den værste ulykke i banens historie. 22. marts 1947 kolliderede to Triangel-motorvogne i tæt tåge. To drenge, der havde fået lov til at opholde sig i et af førerrummene, omkom.
Stationsbygningen er tegnet af arkitekt Ulrik Plesner. Den er bevaret på Granstien 4. Banetracéet er bevaret som grusvej mellem byen og Voldsted Bjerg mod syd. Mod øst er der mellem byen og Vind Plantage bevaret mindre stykker af tracéet, afbrudt af dyrkede marker, men gennem plantagen og helt til Sørvad er tracéet bevaret.

### Stationsbyen
Stationen var anlagt på bar mark 1 km sydøst for Vind Kirke, hvor der blev opført forsamlingshus og missionshus. Ved stationen blev der opført et mejeri, senere også en telefoncentral og et vandværk. Her opstod Vind Stationsby, som den blev kaldt på det topografiske kort midt i 1900-tallet. Vinds byudvikling tog dog først fart i anden halvdel af århundredet.

### Genforeningssten
Ved LandsbyCenter Vind står en sten, der blev afsløret i april 1921 til minde om Genforeningen i 1920.

### Skolen
Vind Skole, som lå 1 km nord for kirken og 2½ km nordvest for byen, blev nedlagt i 2011. Den havde på lukningstidspunktet ca. 50 elever, fordelt på 0.-6. klassetrin. Byens borgere måtte opgive planen om at oprette en friskole i stedet, så børnene blev flyttet til skolen i Sørvad.
De tidligere skolebygninger huser nu et natur- og aktivitetscenter, der drives af den almennyttige forening Vindkraften. Bygningerne kan benyttes til lejrskoler, kursus, private og andre formål.